# غافن إدواردز
غافن إدواردز (بالإنجليزية: Gavin Edwards)‏ (و. 1988  م) هو لاعب كرة السلة، من الولايات المتحدة، ولد في غيلبرت، يلعب كلاعب هجوم قوي الجسم.

## روابط خارجية
- غافن إدواردز على موقع دوري كرة السلة الياباني للمحترفين (اليابانية)
- غافن إدواردز على موقع كرة السلة الأوروبية.كوم (الإنجليزية)
- غافن إدواردز على موقع كلية كرة السلة في سبورتس رفرنس.كوم (الإنجليزية)
- غافن إدواردز على موقع ريلجم (الإنجليزية)
- غافن إدواردز على موقع بروبوليرز (الإنجليزية)
- غافن إدواردز على موقع سبورتس رفرنس (الإنجليزية)
- غافن إدواردز على موقع سبورتس رفرنس (الإنجليزية)
- غافن إدواردز على موقع أوليمبيديا (الإنجليزية)